# Avro 521
Avro 521 byl britský dvoumístný dvojplošný stíhací letoun, který poprvé vzlétl koncem roku 1915, odvozený z typu Avro 504. 

## Vznik
V roce 1915 bylo u společnosti Avro rozhodnuto upravit úspěšnou konstrukci 504 na víceúčelový bojový letoun Avro 521. Navržený stroj převzal ocasní plochy a ostruhu z verze 504A, vzpěry nesoucí baldachýn horního křídla z 504E a kapotu motoru s podvozkem z 504G. Pro nový typ byly navrženy nová dvoupříhradová křídla s kratším rozpětím. Obě byla vybavena křidélky. Pro lepší výhled pozorovatele byla jeho kabina posunuta více vzad od kokpitu pilota. Za pohon byl zvolen rotačním devítiválec Clerget 9Z o výkonu 110 k (81 kW) s dvoulistou dřevěnou vrtulí. Plánovanou výzbroj měl představovat jeden pohyblivý kulomet Lewis ráže 7,7 mm v zadním kokpitu.

## Operační historie
Neozbrojený prototyp zalétal v prosinci 1915 pilot F. P. Raynham na letišti Trafford Park v Manchesteru. Při zkouškách plného obsazení asistoval na místě pozorovatele/střelce i druhý pilot H. E. Broadsmith, který s maketou kulometu testoval vliv pohybu v zadní kabině na letové vlastnosti stroje. V lednu roku 1916 probíhaly oficiální letové zkoušky ve Farnborough. Následně byl odeslán do Central Flying School v Upavon, kde s ním 21. září 1916 smrtelně havaroval poručík W. H. Stuart-Garnett. Mezitím objednávku 25 sériových kusů RFC zrušilo.
Další víceúčelovou verzí se měl stát průzkumný letoun Avro Type 521A. Jeho šestipříhradová křídla měla zvetšené rozpětí na 12,80 m. Prototyp postavený v režii firmy bez oficiální objednávky létal v létě 1916. Jeho testovací lety na letišti Trafford Park trvaly jen krátce a v dalším vývoji se nepokračovalo.

## Varianty
Avro 521A
Varianta se zvětšeným rozpětím křídel .
Avro 521B
Plánovaná stíhací sériová varianta s rozpětím 36 stop (10,97 m), s křídly odpovídajícími typu Avro 504.

## Specifikace
Údaje platí pro první prototyp

### Technické údaje
- Osádka: 2 (pilot a střelec)
- Délka: 8,58 m (28 stop a 2 palce)
- Rozpětí křídel: 9,14 m (30 stop)
- Výška: 3 m (9 stop a 10 palců)
- Nosná plocha: 24,71 m² (266 čtverečních stop)
- Prázdná hmotnost: 522 kg (1 150 lb)
- Vzletová hmotnost: 905 kg (1 995 lb)
- Pohonná jednotka: 1 × vzduchem chlazený devítiválcový rotační motor Clerget 9Z
- Výkon pohonné jednotky: 110 hp (82 kW)

### Výkony
- Maximální rychlost: 152 km/h (94,6 mph, 82 uzlů)
- Zatížení křídel: 36,6 kg/m² (7,5 lb/ft²)
- Poměr výkon/hmotnost: 0,991 kW/kg (0,055 hp/lb)
- Výstup do výše 1 829 m (6 000 stop): 14 minut
- Vytrvalost: 4,5 hodiny